# 乗車券確認システム
乗車券確認システム（じょうしゃけんかくにんシステム）とは、名古屋鉄道が2005年から名鉄各線に導入している、乗車時に乗車券（普通乗車券・回数乗車券・定期乗車券）を自動改札機に入れた際に、入場駅・入場日等（磁気情報）を記録し、その情報を降車時に、自動改札機で確認するシステム。
近年、このようなシステムは各鉄道会社で導入しつつあるが、「乗車券確認システム」の名称で導入しているのは名鉄のみである。

## 目標
旅客が正当な運賃を支払う環境を整備し、中間無札などの不正乗車防止を図るとともに、正当運賃を支払い利用している旅客が感じる不公平感の解消を目指す。

## 導入線区
2005年6月29日の小牧線導入後、2006年4月29日・2008年6月29日とダイヤ改正にあわせて導入された。導入駅も全269駅中、257駅と9割を超えている。
- 名古屋本線（豊橋駅を除く各駅）
  - 伊奈駅～黒田駅間：2006年4月29日
  - 木曽川堤駅～名鉄岐阜駅間：2008年6月29日
- 豊川線（全駅）：2008年6月29日
- 西尾線（全駅）：2008年6月29日
- 三河線（全駅）：2006年4月29日
- 豊田線（赤池駅を除く各駅）：2006年4月29日
- 常滑線（全駅）：2006年4月29日
- 空港線（全駅）：2006年4月29日
- 河和線（全駅）：2008年6月29日
- 知多新線（全駅）：2008年6月29日
- 築港線（全駅）：2006年4月29日
  - 東名古屋港駅には自動改札機がないが、大江駅の築港線のりかえ改札機に乗車券が入れられた際に確認している。
- 瀬戸線（全駅）：2008年6月29日
- 津島線（全駅）：2006年4月29日
- 尾西線（弥富駅を除く各駅）
  - 津島駅～佐屋駅間：2006年4月29日
  - 玉ノ井駅～町方駅間、五ノ三駅：2008年6月29日
- 犬山線：2006年4月29日
- 各務原線：2008年6月29日
- 広見線（明智駅～御嵩駅を除く各駅）：2008年6月29日
- 小牧線（上飯田駅を除く各駅）：2005年6月29日
- 竹鼻線（全駅）：2008年6月29日
- 羽島線（全駅）：2008年6月29日

※ 一覧上の日付は導入日を示す。

## 未導入
駅を共有する他社線の管轄駅であるためや、自動改札機の構造等から導入できない場合、自動改札機を設置していない場合（駅集中管理システムの未導入など）から未導入を決定している駅がある。

### 他社線との共同使用駅
- 名古屋本線 豊橋駅：JR東海と共同使用（JR東海管理駅のため）
- 豊田線 赤池駅：名古屋市営地下鉄と共同使用（名古屋市交通局管理駅のため）
  - 上小田井駅も名古屋市営地下鉄との共同使用駅であるが、上小田井駅は名鉄管理駅のため、導入されている。ただし名古屋市営地下鉄の乗車券を投入しても対象外になる。
- 小牧線 上飯田駅：名古屋市営地下鉄と共同使用（未導入とする文献あり[3]）
- 尾西線 弥富駅：JR東海と共同使用（通常の自動改札機も2020年11月まで設置されていなかった）

### manaca未導入による駅
吉良吉田駅・新可児駅をまたぐ磁気券の場合、これらの駅にあるのりかえ改札口の自動改札機に乗車券を入れられたことで確認している。
- 蒲郡線：三河鳥羽駅～蒲郡駅間
- 広見線：明智駅～御嵩駅間